# 大仏駅
大仏駅（だいぶつえき）は、かつて奈良県添上郡佐保村（現・奈良市）の関西鉄道線（通称：大仏線）に存在した駅（廃駅）である。
なお本記事では、関西鉄道の一部区間であった大仏線についても解説する。

## 歴史
関西鉄道による奈良駅への乗り入れに伴い開設された駅である（後述の大仏線参照）。駅名は東大寺にある大仏にちなんだものであり、関西鉄道が奈良駅と区別した上で観光アピールに用いるため、この名称をつけたと言われる。大仏駅は、東大寺の西方に1.8 km離れた所にあって、転害門が主要な入口であった。駅前広場には、東大寺に向かう多数の人力車が待機していたと伝えられている。なお開業時には、「名古屋大仏（奈良）間全通シ大和廻リニ便利ナリ」という広告が市販の時刻表に掲載された。

### 年表
- 1898年（明治31年）4月19日：関西鉄道加茂 - 当駅間開通に伴い終着駅として開業。
- 1899年（明治32年）5月21日：当駅 - 奈良間開通に伴い途中駅となる。
- 1900年（明治33年）6月6日：大阪鉄道を関西鉄道が合併。
- 1907年（明治40年）
  - 8月21日：木津経由への経路変更に伴い廃止。
  - 11月：駅舎およびレールの撤去を開始[2]。

## 駅構造
駅の諸設備は築堤上に置かれ、旅客ホーム1面1線、機回り線、貨物ホーム1面1線という構成で、旅客ホームに到着する発着線から機回り線を分岐する分岐器は10番、機回り線からさらに西側の貨物扱線へ分岐する分岐器は8番を使用し、駅構内の奈良寄りは佐保川に接していた。

## 駅周辺
大仏駅は現在の奈良市立佐保小学校が設けられている東側付近、一条街道との交点に設けられていた。駅跡の南端に当たる奈良市法蓮町には「大仏鉄道記念公園」（現地看板は「大佛鐡道」表記）が設けられており、公園内に記念モニュメントがある。

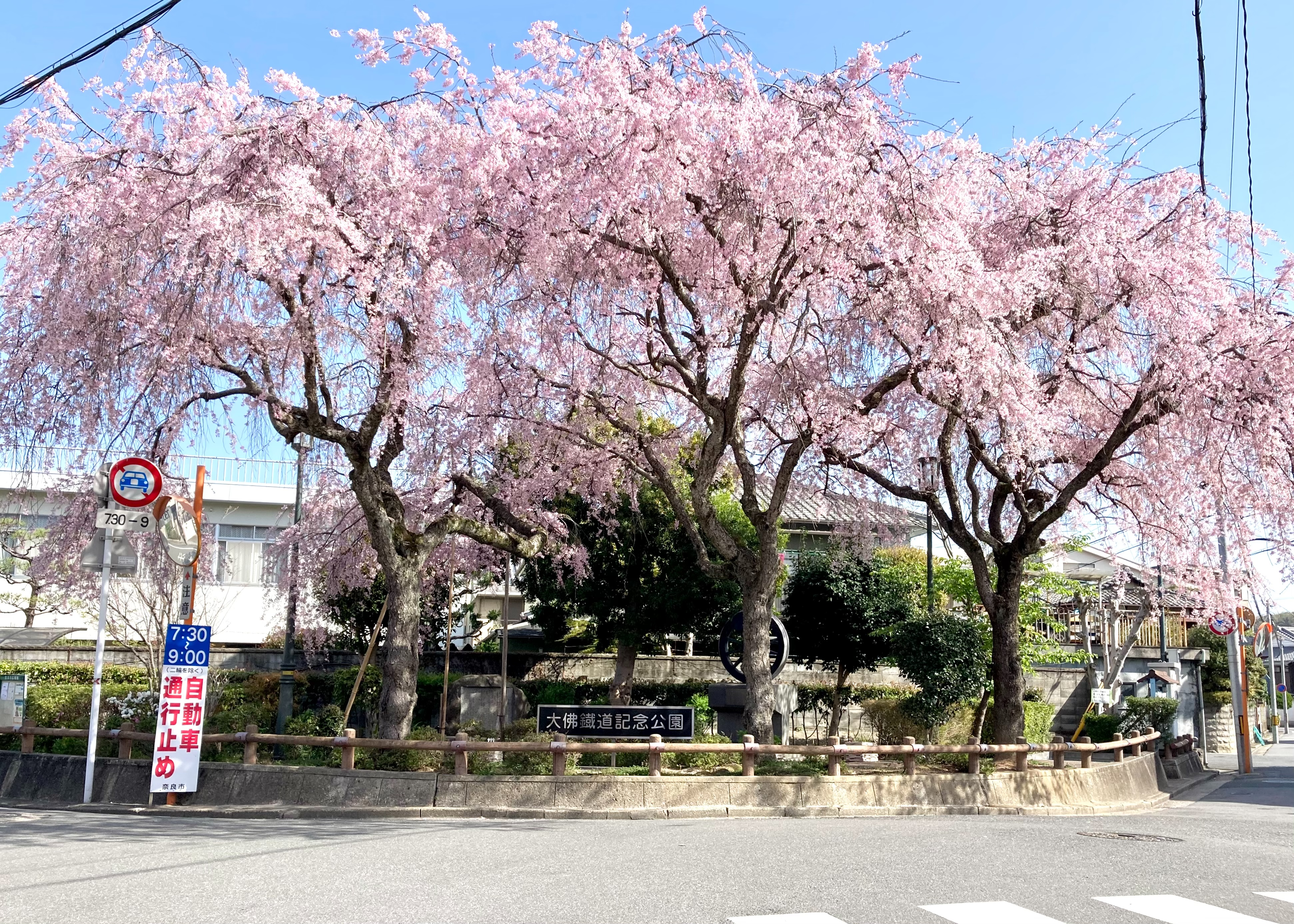
大佛鐵道記念公園の桜
大佛鐵道記念公園
大佛鐵道記念公園のモニュメント

## 隣の駅
関西鉄道
関西鉄道線（大仏線）
加茂駅 - 大仏駅 - 奈良駅

## 大仏線

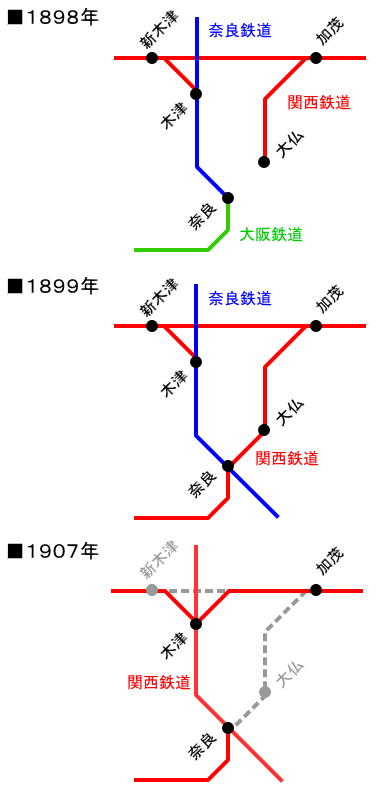
経路変遷図

大仏線（だいぶつせん）は、かつて関西鉄道の一部であった加茂 - 大仏 - 奈良間の通称で、大仏鉄道（だいぶつてつどう）と言われる場合もある。
全国各地で鉄道の敷設が進む中、奈良周辺においては、1890年12月27日に（初代）大阪鉄道の手で関西本線湊町（現在のJR難波） - 天王寺 - 奈良間が開業し、その後の1896年4月18日には奈良鉄道の手で現在の奈良線にあたる京都 - 木津 - 奈良間の路線が開業していた。
一方で関西鉄道は、東海道本線のルートから外れた旧東海道の宿場町を縫うような路線の建設を目指し、現在の草津線・関西本線草津 - 柘植 - 名古屋間にあたる路線を1895年11月7日に開業させていたが、同社ではさらに奈良・大阪方面へ路線を延伸し、国有鉄道東海道本線から乗客を移行させることを目論むようになった。
同社では、とりあえず柘植から西進して大阪へ向かう路線を建設することを目指し、それと同時に加茂から分岐・南進して、大阪鉄道奈良駅へ乗り入れることを目指すことにした。大阪方面の延伸に関しては、1897年に現在の片町線にあたる片町（廃駅） - 京橋 - 四条畷間を開業させていた浪速鉄道を合併し、同社の保有していた路線と接続させる形で、網島（廃駅） - 四条畷 - 祝園 - 新木津（廃駅） - 加茂間の路線を1898年に開業させ、名阪間の直通列車を走らせるようになった。
しかしながら奈良方面の延伸については、1890年に開業した大阪鉄道が既に駅を設置しており、さらに1896年には京都 - 奈良間を結ぶ奈良鉄道が乗り入れており、運行上錯綜した状態となりつつあった。このような事情から、関西鉄道による奈良駅への乗り入れに当たっては新たに地上施設の拡張を要し、しかも関係3社それぞれが官公庁への諸認可手続きを申請して認可を得る必要があり、交渉は長引くこととなった。このため、加茂から奈良へ向けて路線建設を進めてきた関西鉄道は暫定的に、仮のターミナル駅として大仏駅を建設することとした。
その後、1899年5月21日に3社協定が成立して関西鉄道の奈良駅乗り入れが実現し、さらに1900年に大阪鉄道を合併して湊町 - 奈良 - 名古屋間のルートを本線にすると、同社では大仏駅に代わって奈良駅の方に集客・輸送の重点をおくようになり、大仏駅の乗客は急激に減少することになった。
そして1905年に奈良鉄道を関西鉄道が合併すると、1907年に旧奈良鉄道線と並行しており、25パーミル（‰）の急勾配を有していて運転の障害にもなっていた加茂 - 大仏 - 奈良間の路線を廃止し、加茂 - 木津間に新線を建設して木津 -奈良間を本線に組み込むことにした。これに伴い、本線の距離は3.2km伸びたものの、勾配の解消で所要時間を変更せずに運行可能となり、大仏線は廃止された。
同時に、新木津 - 加茂間も廃止（新木津駅は休止後、のちに廃止）され、木津へ関西本線・片町線・奈良線の各線が集まるような現在の形が形成されている。

## 廃線後の状況

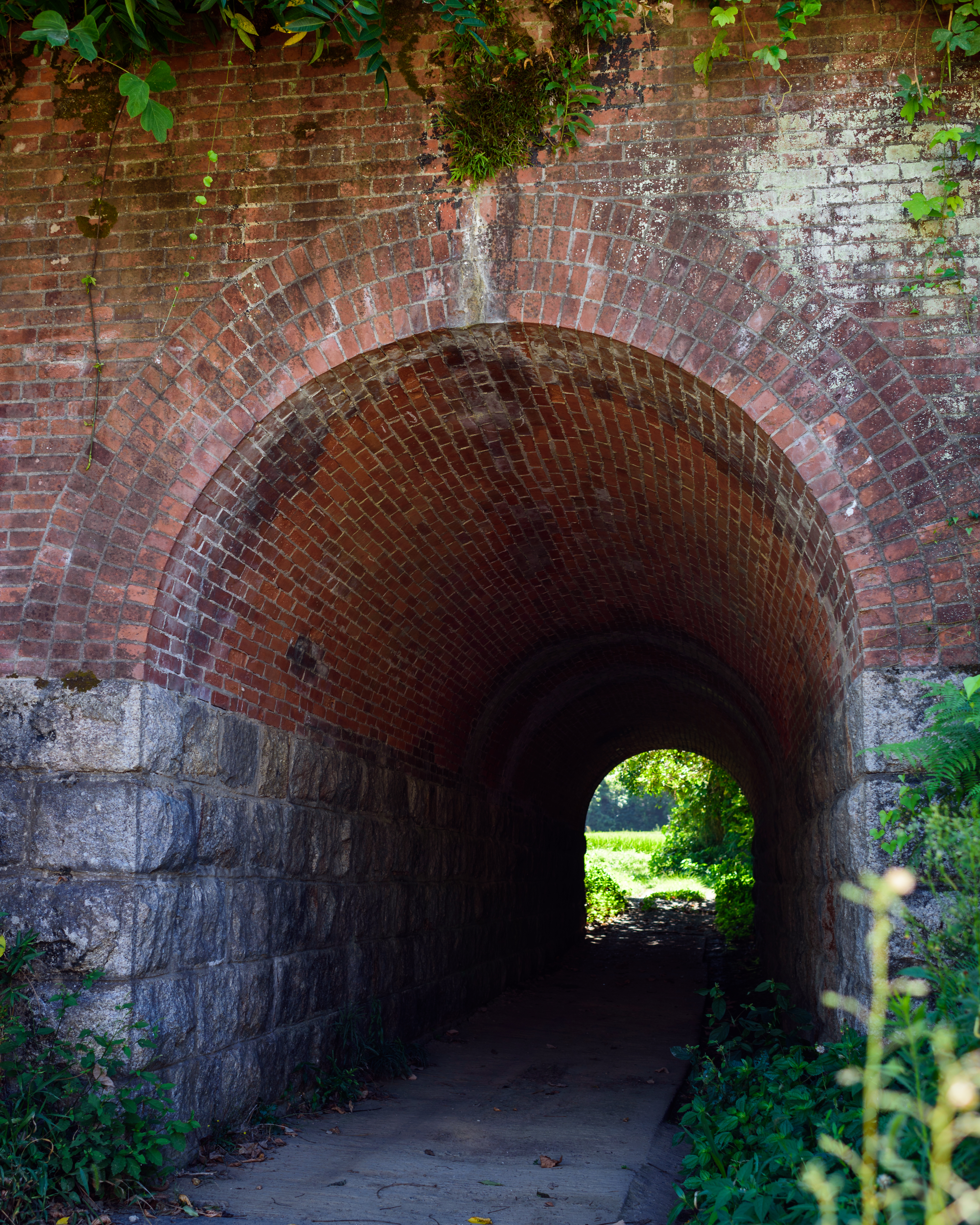
梶ヶ谷隧道（2017年8月）

大仏線廃止以降、木津町内区間は町道下梅谷鹿背山線として里山内の生活道路として利用されていた。
UR都市機構の実施する関西文化学術研究都市の木津精華地区のクラスターの一つである木津中央地区（現：城山台ニュータウン）の開発により、町道下梅谷鹿背山線の拡幅が計画されていた。これにより、赤橋、梶ヶ谷隧道の2つの近代土木遺産の取り壊しの危機にあった。これを保存するため「鹿背山の 大仏 鉄道 遺産に親しむ会」（京都府木津川市鹿背山、冨永禎一会長）が発足し、2008年1月19日に木津川市と都市再生機構(UR)西日本支社に現状保存の申し入れが行われた。これにより、城山台公園（大仏鉄道公園）に隣接した2つの大仏鉄道の史跡が保存されることとなった。